# Rheocricotopus villiculus
Rheocricotopus villiculus är en tvåvingeart som beskrevs av Wang och Ole Anton Saether 2001. Rheocricotopus villiculus ingår i släktet Rheocricotopus och familjen fjädermyggor. Inga underarter finns listade i Catalogue of Life.